# Museum voor het Openbaar Vervoer van Wallonië
Het Museum voor het Openbaar Vervoer van Wallonië (Frans: Musée des Transports en commun de Wallonië) is een museum waar diverse trams, trolleybussen en bussen, van vroeger en nu, worden tentoongesteld aan het publiek. De tentoongestelde voertuigen hebben in de Belgische provincie Luik gereden. Ook trams van het Akense vervoerbedrijf (AKG, ASEAG) hebben in België gereden na de Eerste Wereldoorlog, na de annexatie van het Duitse gebied rond Eupen.
Naast de buurtspoorwegen waren er in de provincie twee steden met stadstrams, namelijk Luik en Verviers. Ook in het museum staat het prototype van de TAU, een metro die op het geplande maar nooit gerealiseerde metronetwerk van Liège zou rijden. Het museum is gelegen aan de rechteroever van de Maas te Luik in de vroegere "Natalis" tramstelplaats.

## Collectie
| Soort voertuig          | Bouwjaar       | Fabrikant                                  | Omschrijving/Type | Onderneming                             | Nr.                     |
| ----------------------- | -------------- | ------------------------------------------ | --- | --------------------------------------- | ----------------------- |
| Koets                   |                |                                            | Galakoets van François-Antoine de Méan, de laatste prins-bisschop van Luik                                                                                |                                         |                         |
| Koets                   |                |                                            | Postkoets Ciney-Dinant, de laatste die in Wallonië dienst deed                                                                                            |                                         |                         |
| Koets                   | 18e eeuw       |                                            | Postkar |                                         |                         |
| Trolleybus              | 1936           | Brossel / Paul D`Heure / ACEC              | T402, de enige tweerichting trolleybus ter wereld | RELSE                                   | 402                     |
| Trolleybus              |                | FN, ACEC                                   | T32 |                                         | 432 (kenteken 5432.P)   |
| Trolleybus              | 1954           | FN, ACEC                                   | T54 | TULE                                    | 544 (kenteken 5544.p)   |
| Bus                     | 1922           | Ford                                       | Ford TT | Pauly S.A.D.A.R.                        |                         |
| Bus                     |                | DAF                                        | DAF-Jonckheere SB201 |                                         |                         |
| Bus                     |                | Jonckheere Brossel                         | Jonckheere Brossel | SNCV/NMVB                               | 1515 (kenteken 1255.P)  |
| Bus                     |                | Leyland                                    | Leyland |                                         | 3 (kenteken 0702.P)     |
| Bus                     |                | Van Hool                                   | | TEC                                     | 147                     |
| Bus                     | 1952           | Mercedes-Benz                              | O3500-Jonckheere | TULE                                    | 72 (kenteken 227.P.3)   |
| Bus                     | 1953           | Jonckheere Brossel (La Métallurgique)      | Olympic EL40 | SNCV/NMVB                               | 955 (kenteken 0551.P)   |
| Bus                     | 1963           | Mercedes-Benz                              | O317 | TEC                                     | 229 (kenteken 229.P.O.) |
| Bus                     | 1971           | Van Hool                                   | |                                         | 503 (kenteken UM.202)   |
| Bus                     | 1972           | Leyland                                    | Leyland Royal Tiger Worldmaster |                                         |                         |
| Bus                     | 1975           | Van Hool / DAF                             | |                                         | 4779 (kenteken JUV 370) |
| Bus                     | 1981           | Van Hool                                   | AG280 | STIL                                    | 701 (kenteken ADD 364)  |
| Bus                     | 1991           | Van Hool                                   | A508 |                                         |                         |
| Bus                     |                | DAB                                        | DAB 11-0920S |                                         | 3983                    |
| Auto                    |                |                                            | Wagen A44 | T.T.A.                                  | A44                     |
| Auto                    |                | Citroën                                    | 2CV | STIL                                    | 5 (kenteken 5560.P)     |
| Auto                    | 1938           | Ford                                       | Ford 8 cylinders |                                         | 6                       |
| Auto                    | 1953           | Ford                                       | Ford |                                         |                         |
| Auto                    |                | Renault                                    | R4 TL | STIL                                    | 27 (kenteken 5496.P)    |
| Auto                    |                | Mercedes-Benz                              | Unimog | TEC                                     | (kenteken ..70.P)       |
| Paardentram             | 1875           |                                            | 11 | TL                                      | 11                      |
| Paardentram             |                |                                            | 70 | Aachener & Burtscheider Pferdeeisenbahn | 70                      |
| Paardentram             | 1886           | Ateliers de Familleureux                   | 132 | TULE                                    | 132                     |
| Stoomlocomotief         |                |                                            | 303 | Brussel-Liege                           | 303                     |
| Stoomlocomotief         | 1904 (n. 1363) | St. Leonard                                | 93 | Province de Limbourg                    | 93                      |
| Elektrische tram        | 1905           | Ateliers Métallurgiques de Nivelles        | Tram 1 | RELSE                                   | 1                       |
| Elektrische tram        | 1897           | Verhaegen in Mechelen                      | Het oudste elektrische motorrijtuig van de NMVB dat in Wallonië bewaard is gebleven (serie nrs. 1-24 gebouwd in 1894-1896 door Verhaegen en Franco-Belge) | SNCV/NMVB                               | 19                      |
| Elektrische tram        | 1899           | Franco-Belge in La Croyère                 | motorrijtuig 43: het oudste elektrische motorrijtuig dat in België bewaard is gebleven                                                                    | TEO                                     | 43                      |
| Elektrische tram        |                |                                            | | Verviers                                | 44                      |
| Elektrische tram        | 1915           | Ateliers Métallurgiques de Nivelles & ACEC | Tram 45 | RELSE                                   | 45                      |
| Elektrische tram        | 1926           |                                            | Type C | RELSE                                   | 51                      |
| Elektrische tram        |                |                                            | Tram 57 | STIV                                    | 57                      |
| Elektrische tram        | 1900           | Ateliers Métallurgiques de Nivelles        | Tram 72 | SATV                                    | 72                      |
| Elektrische tram        | 1934           | SNCV Leuven                                | Tram AR93 | SNCV/NMVB, TTA                          | AR93                    |
| Elektrische tram        | 1908           | MAN                                        | Tram 114 | TEO                                     | 114                     |
| Elektrische tram        | 1926           | Ateliers de Familleureux & ACEC            | Tram 133 | TULE                                    | 133                     |
| Elektrische tram        | 1930           | Baume et Marpent                           | Tram 193 | TULE                                    | 193                     |
| Elektrisch motorrijtuig | 1934           | La Brugeoise, Nicaise et Delcuve           | type METRO, type D | RELSE                                   | 321                     |
| Elektrische tram        | 1904           | La Croyère                                 | Tram 366 | TL                                      | 366                     |
| Elektrische tram        |                |                                            | Tram 701 | SNCV/NMVB                               | 701                     |
| Elektrische tram        | 1956           | Düwag                                      | Grossraumwagen T4 | ASEAG                                   | 1006                    |
| Elektrische tram        | 1956           | Ateliers SNCV de Cureghem                  | Tram S10063 | SNCV/NMVB                               | S10063                  |
| Elektrische tram        |                |                                            | Tram 10112 | SNCV/NMVB                               | 10112                   |
| Elektrische tram        | 1926           | Talbot & AEG Berlin                        | Tram 2603 | ASEAG                                   | 2603                    |
| Elektrische tram        |                | CAF                                        | Urbos 1:1 Mock-up | TEC                                     |                         |
| Metro                   |                |                                            | TAU (Transport Automatisé Urbain), het enige exemplaar van de automatische metro in België dat slechts een prototype bleef (Luik)                         |                                         |                         |

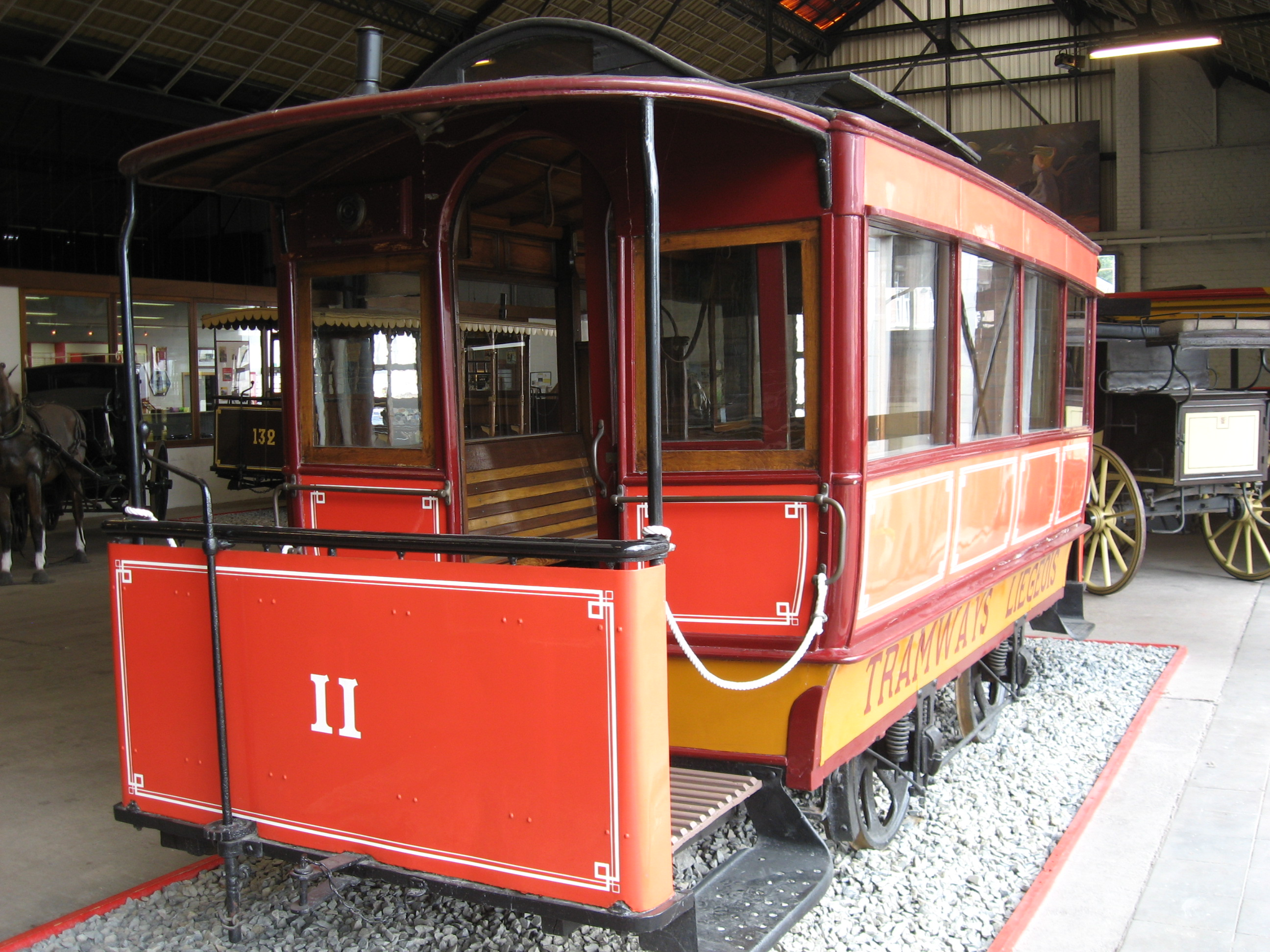
Paardentram 11 van de TL (Luik)
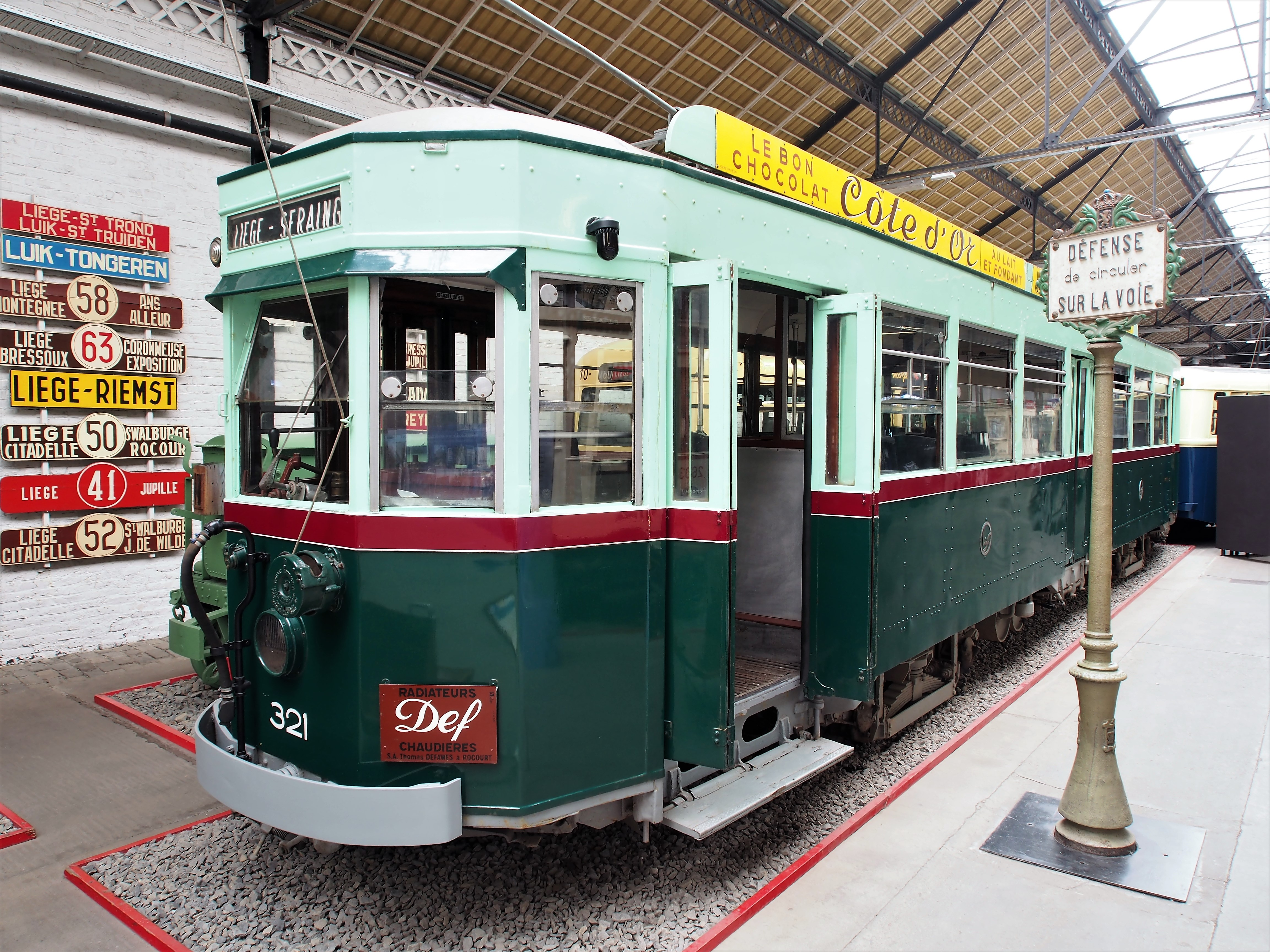
Tram 321 van de RELSE (Luik - Seraing)
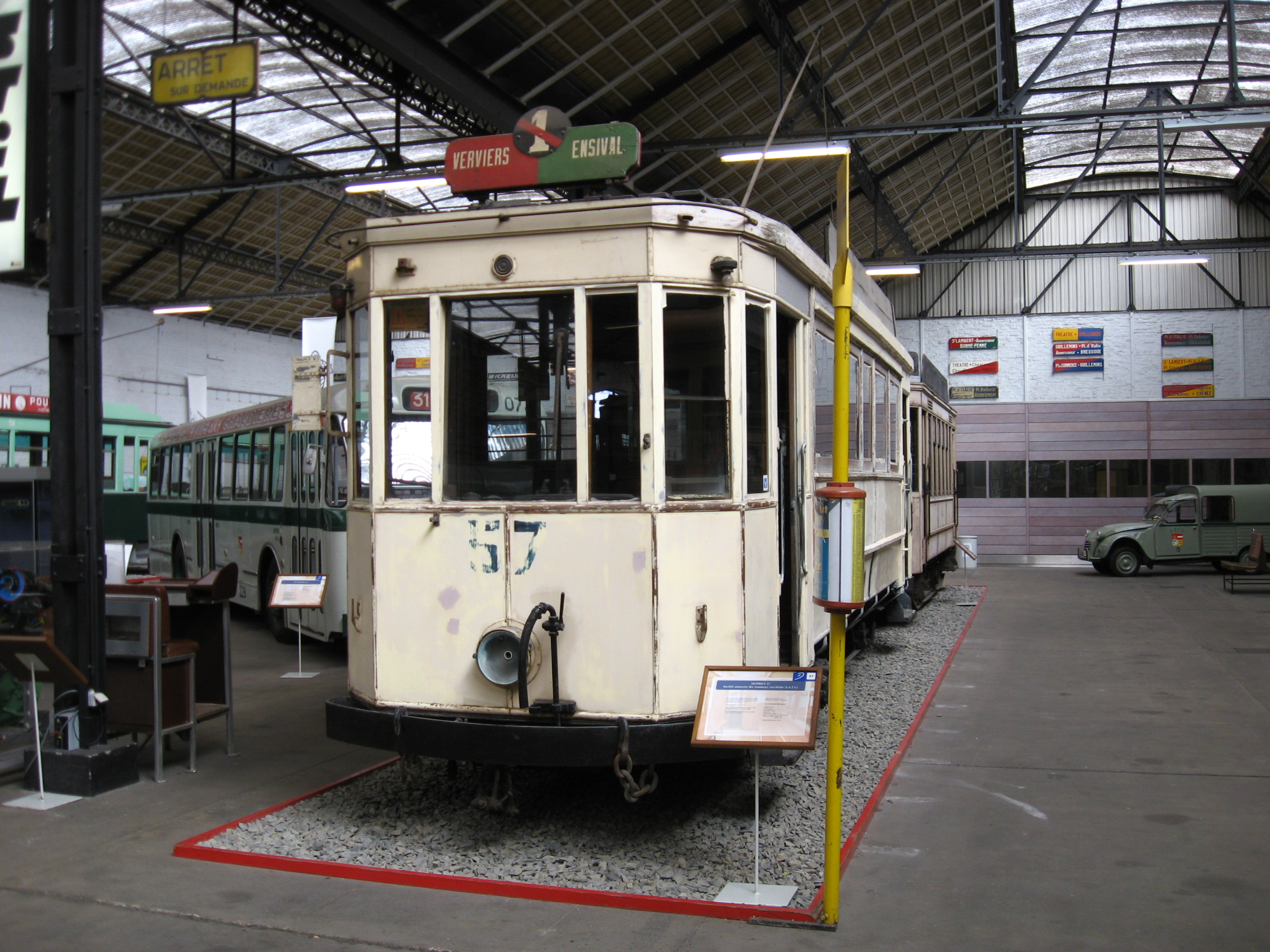
Stadstram 57 van de STIV (Verviers)
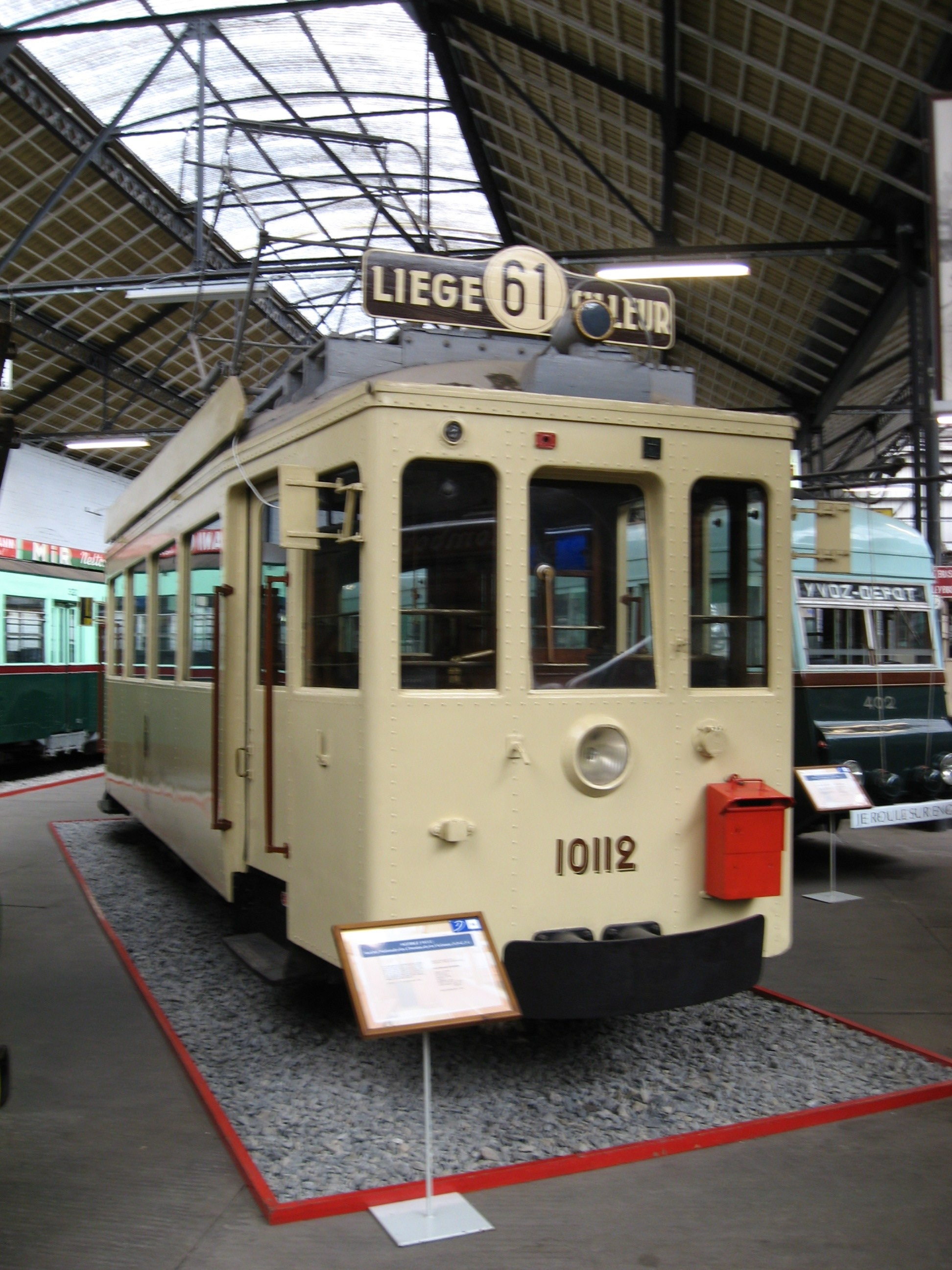
Stadstram 10112 van de SNCV (Luik)
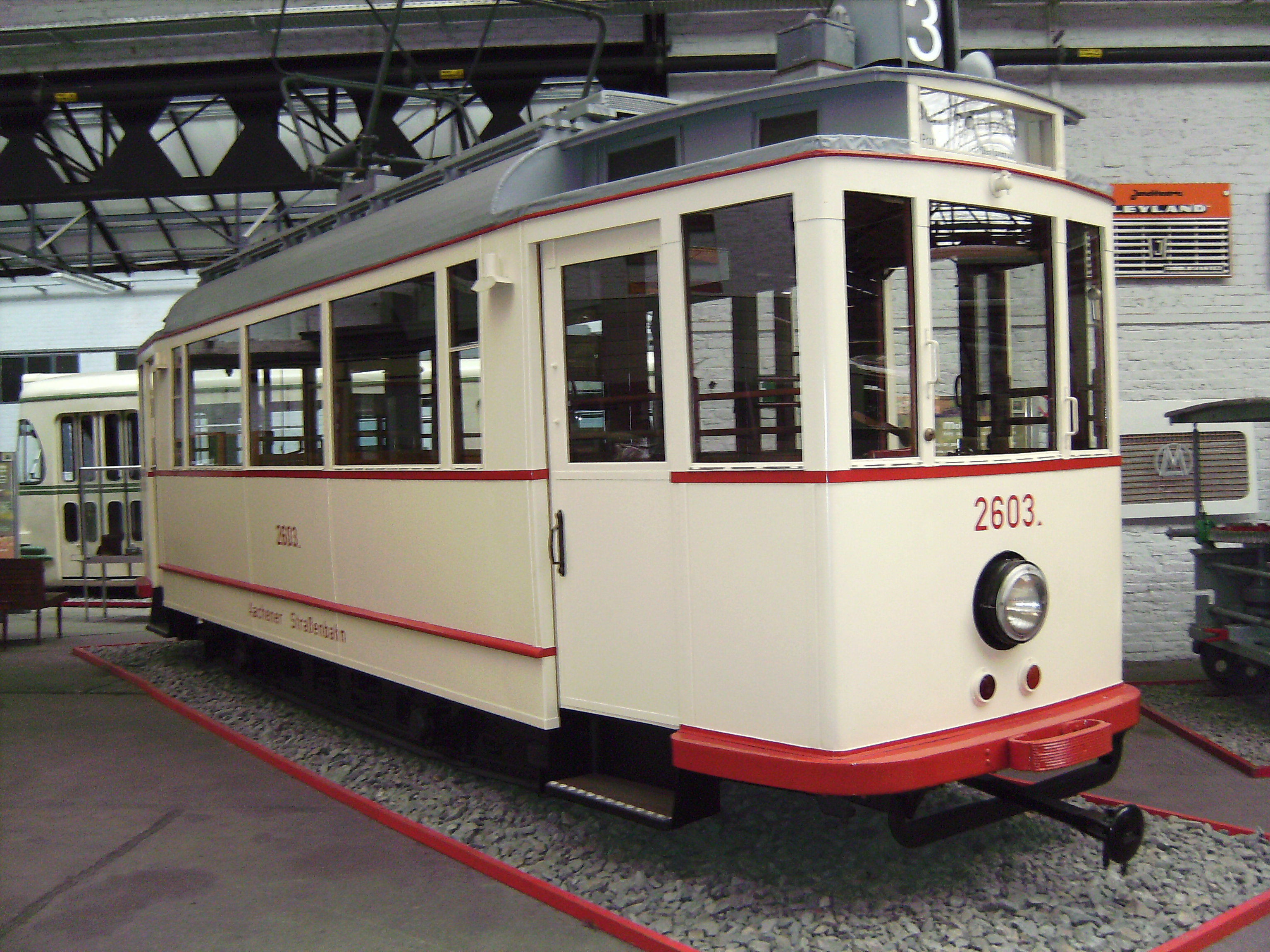
Tram 2603 van de ASEAG (Aken)
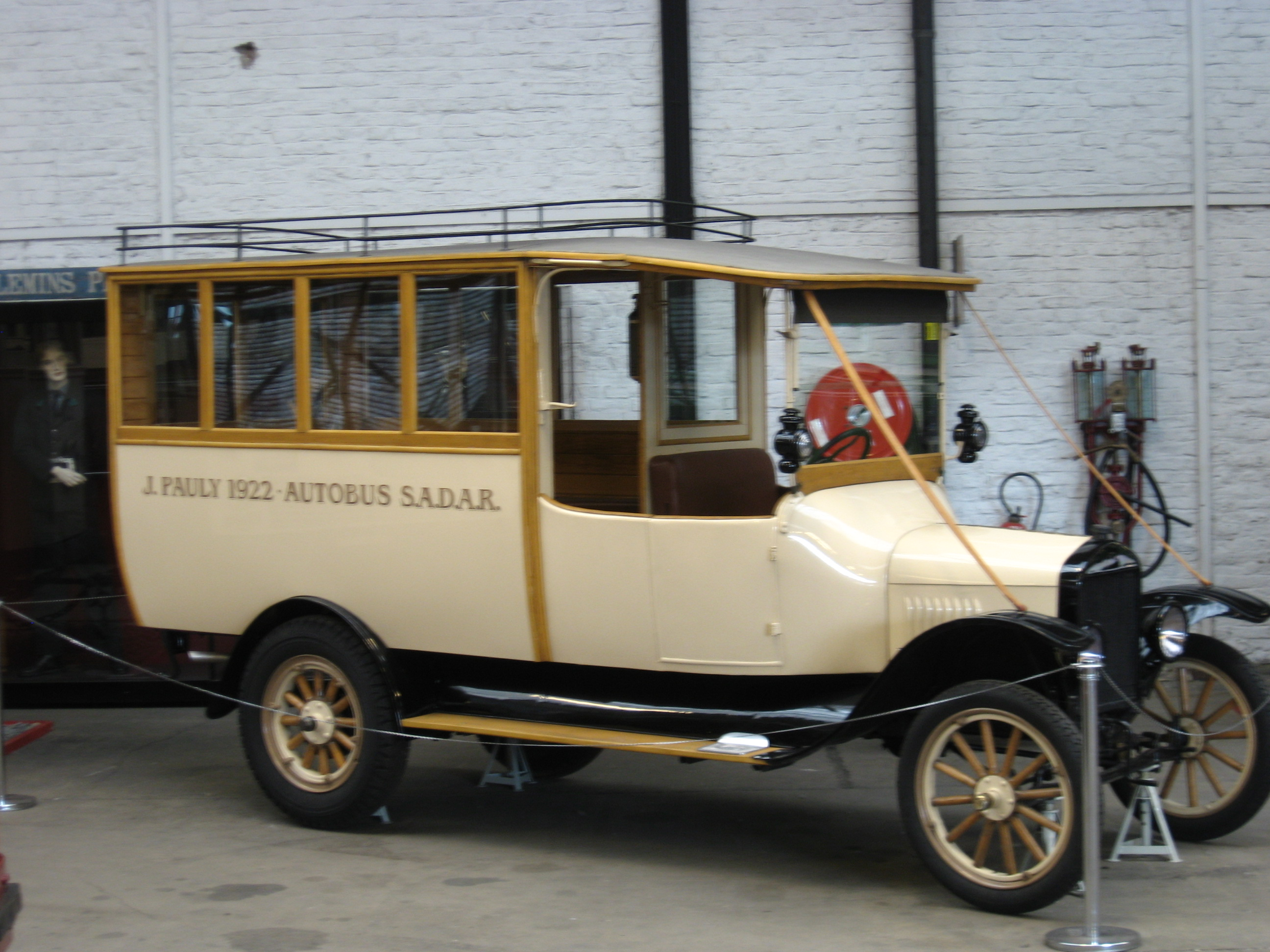
Autobus uit de begintijd (Luik)
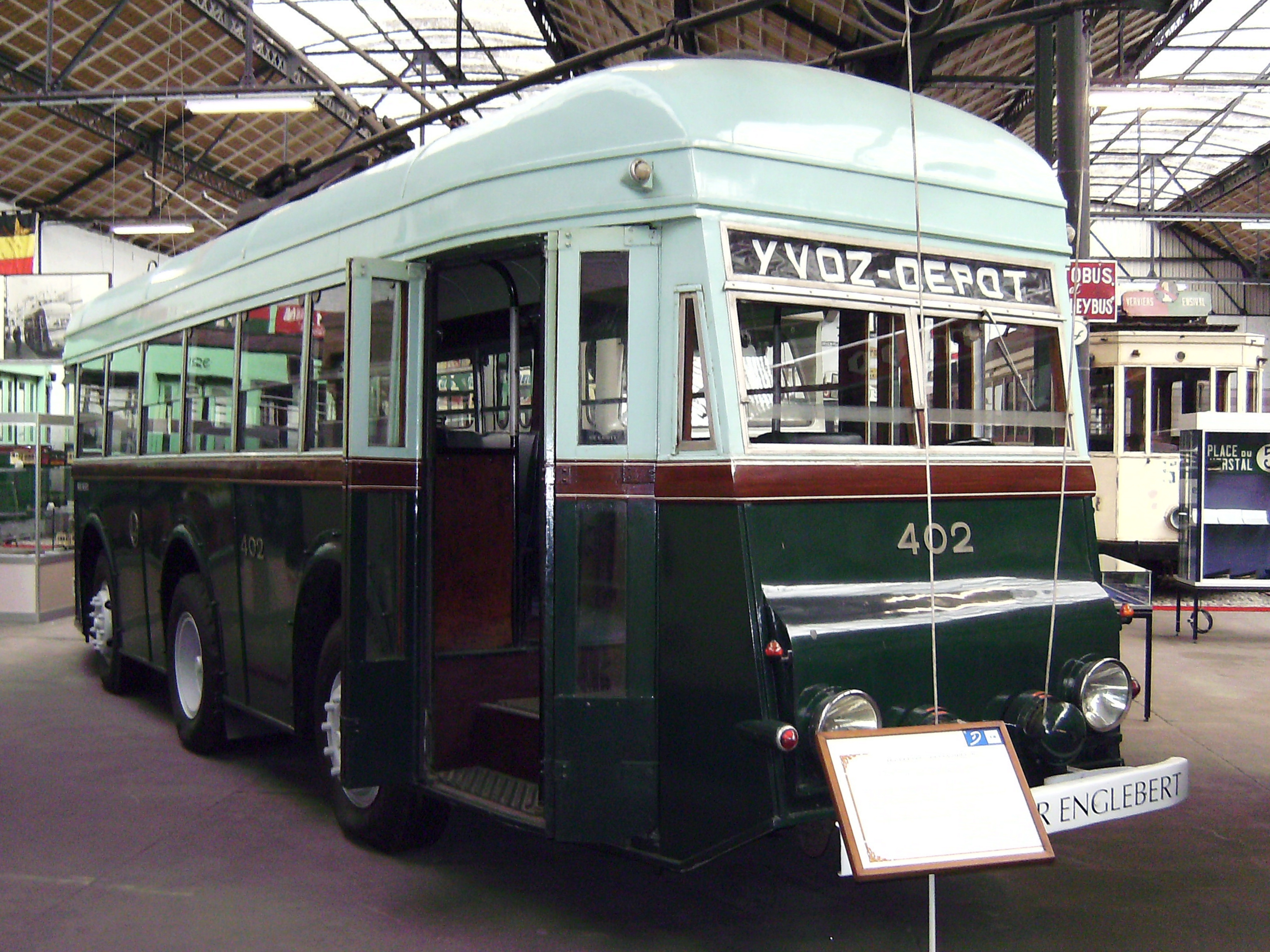
Tweerichting trolleybus 402 (Luik)
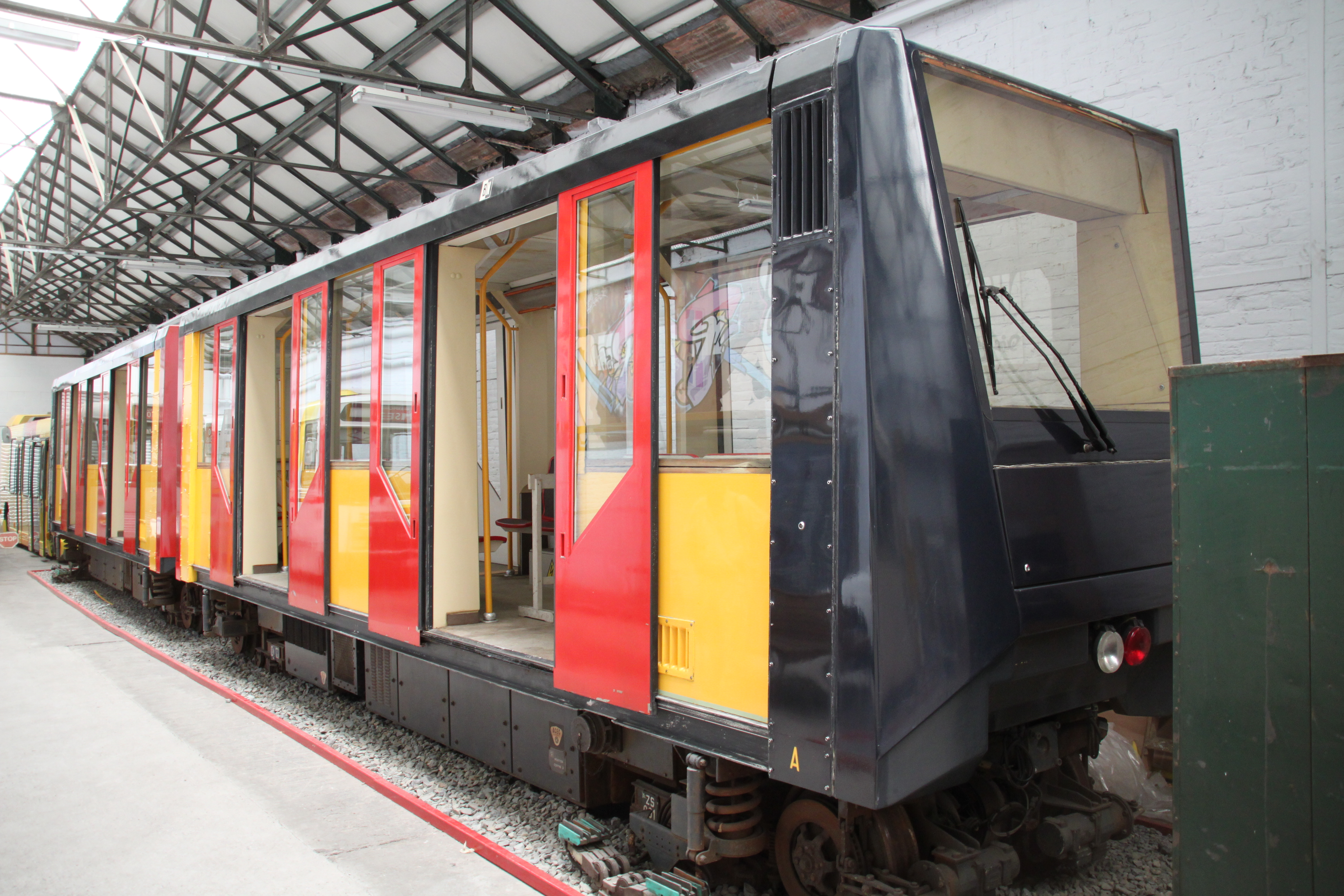
TAU-treinstel (Luik)

## Trammaatschappijen

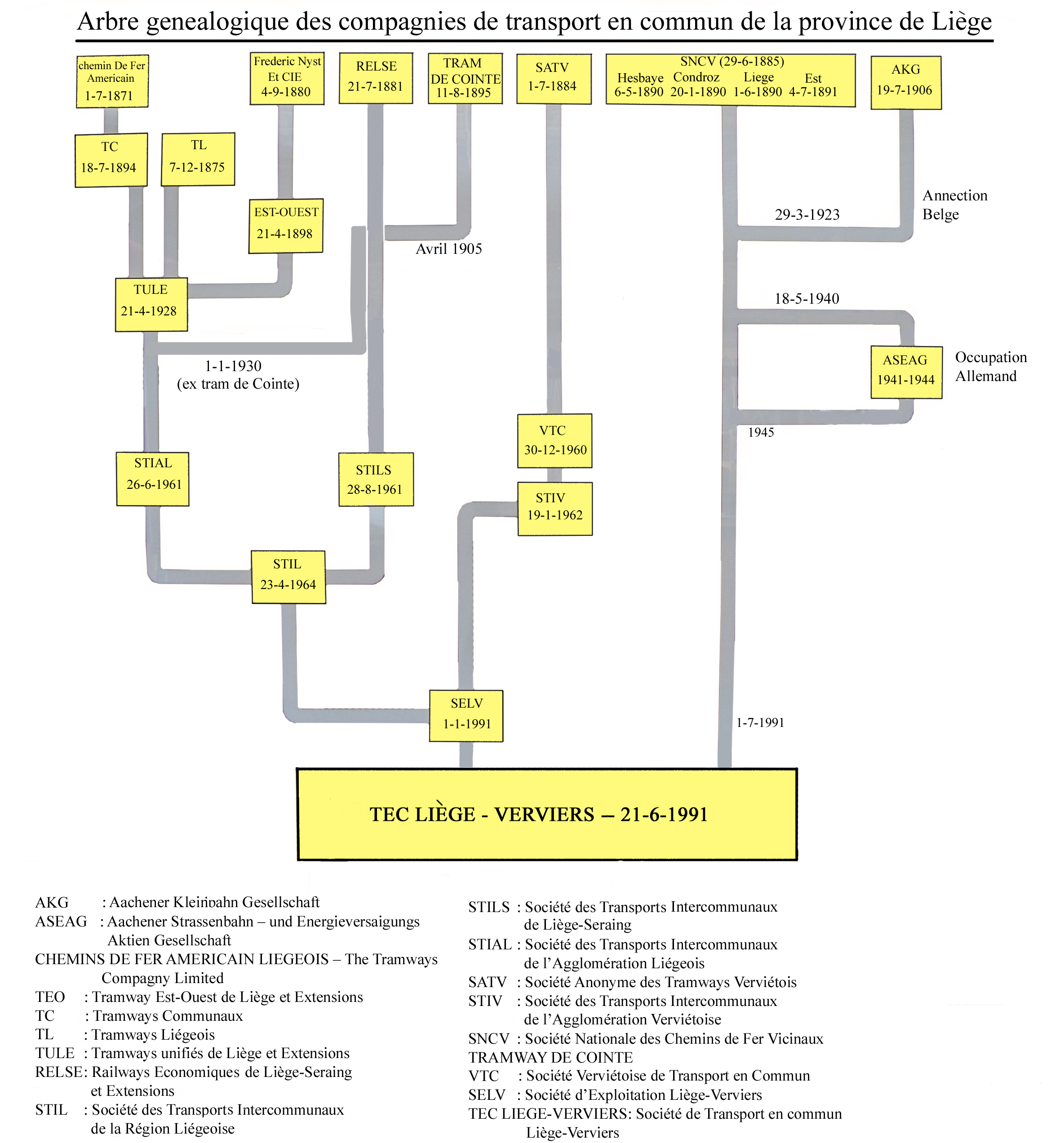
Geschiedenis van de vroegere trammaatschappijen in Luik, Verviers en Eupen.

In de provincie Luik hebben veel trammaatschappijen gereden. (zie schema) De belangrijkste zijn:
- AKG: Aachener Kleinbahn Gesellschaft
- ASEAG: Aachener Straßenbahn- und Energieversorgungs-Aktiengesellschaft
- RELSE: Railways Economiques de Liège-Seraing et Extensions
- SATV: Société Anonyme des Tramways Verviétois (Verviers)
- SNCV: Société Nationale des Chemins de fer Vicinaux (Nederlands: NMVB: Nationale Maatschappij Van Buurtspoorwegen)
- STIV: Société des Transports Intercommunaux de l’Agglomération Verviétoise (Verviers)
- STIL: Société des Transports Intercommunaux de la Région Liégeoise (Luik)
- TEO: Tramway Est-Ouest de Liège et Extensions
- TL: Tramways Liegois
- TULE: Tramways unifiés de Liège et Extensions